# リーズ・サミット

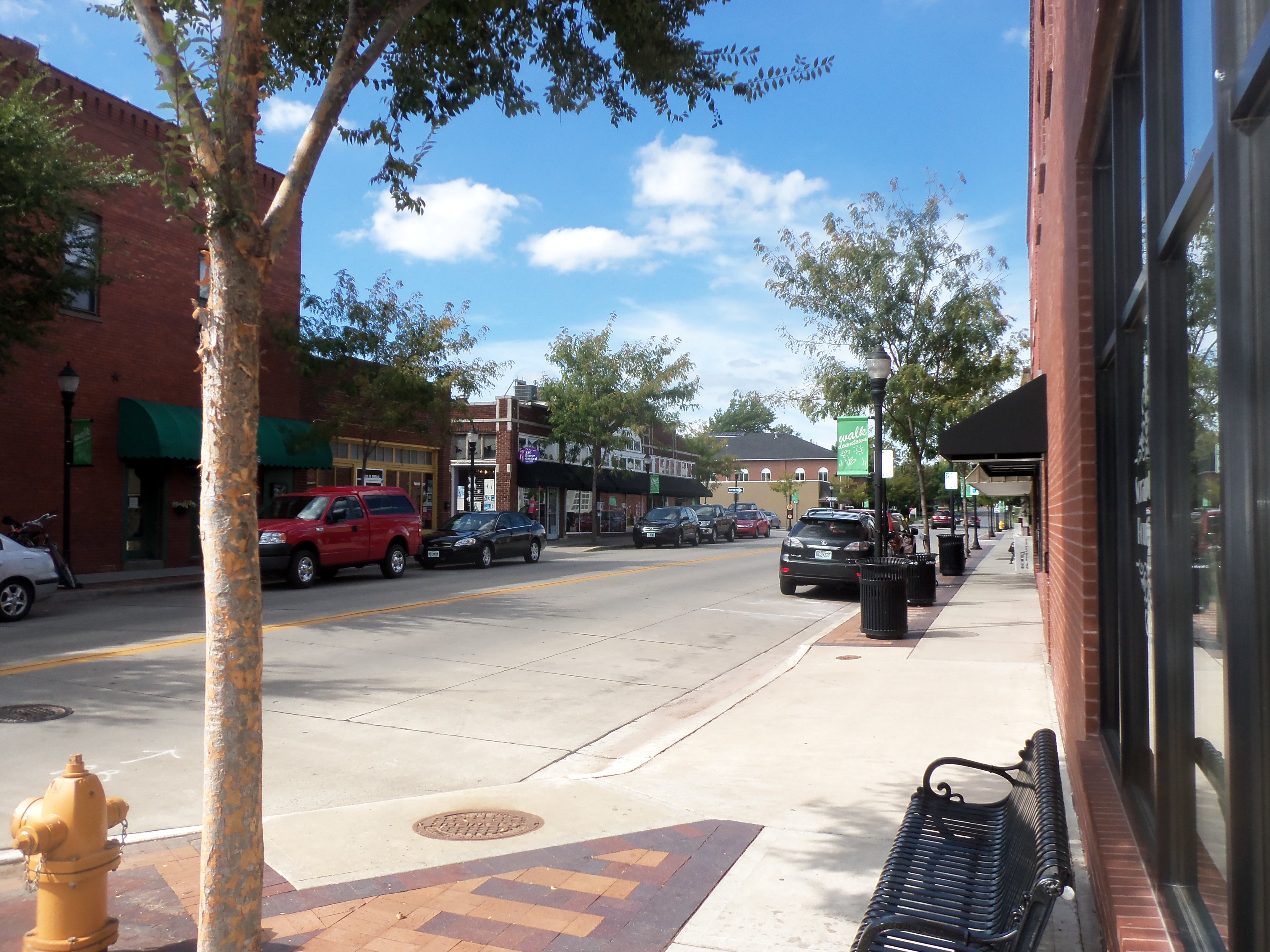
ダウンタウン

リーズ・サミット（Lee's Summit）は、アメリカ合衆国ミズーリ州のジャクソン郡にある都市。人口は10万1108人（2020年） 。カンザスシティ都市圏に含まれる。市域の一部はカス郡に入っている。
著名なジャズギタリスト、パット・メセニーの出身地である事が知られている。

## 地理

ジャクソン郡内の位置

リーズ・サミットは北緯38度55分21秒、西経94度22分27秒 (38.922607, -94.374127)に位置している。
アメリカ合衆国統計局によると、この都市は総面積159.7 km2 (61.7 mi2) である。このうち154.1 km2 (59.5 mi2) が陸地で5.6 km2 (2.2 mi2) が水地域である。総面積の3.50%は水地域となっている。

## 人口動勢
2000年国勢調査で、この都市は人口70,700人、26,417世帯、及び19,495家族が暮らしている。人口密度は458.7人/km2 (1,188.0/人mi2) である。177.2軒/km2 (458.9軒/mi2) の平均的な密度に27,311軒の住宅が建っている。この都市の人種的な構成は白人93.17%、アフリカン・アメリカン3.47%、先住民0.36%、アジア0.99%、太平洋諸島系0.06%、その他の人種0.52%、及び混血1.42%である。ここの人口の1.97%はヒスパニックまたはラテン系である。
この都市内の住民は29.2%が18歳未満の未成年、18歳以上24歳以下が6.6%、25歳以上44歳以下が33.1%、45歳以上64歳以下が20.9%、及び65歳以上が10.2%にわたっている。中央値年齢は35歳である。女性100人ごとに対して男性は91.9人である。18歳以上の女性100人ごとに対して男性は87.4人である。
この都市の世帯ごとの平均的な収入は60,905米ドルであり、家族ごとの平均的な収入は70,702米ドルである。男性は49,385米ドルに対して女性は32,837米ドルの平均的な収入がある。この都市の一人当たりの収入 (per capita income) は26,891米ドルである。人口の3.8%及び家族の2.8%は貧困線以下である。全人口のうち18歳未満の4.7%及び65歳以上の4.7%は貧困線以下の生活を送っている。